# Strabomantis cheiroplethus
Strabomantis cheiroplethus es una especie de anfibio anuro de la familia Craugastoridae.

## Distribución geográfica
Esta especie es endémica del lado del Pacífico de la Cordillera Occidental en Colombia. Habita en los departamentos de Antioquia, Risaralda, Chocó y Valle del Cauca entre los 800 y 1540 m de altitud.

## Publicación original
- Lynch, 1990 : A new large species of streamside Eleutherodactylus from western Colombia (Amphibia: Leptodactylidae). Herpetologica, vol. 46, n.º 2, p. 135-142.[5]